# Bundesautobahn 21
La Bundesautobahn 21, abbreviata anche in BAB 21, è una autostrada tedesca, che corre nella parte nord della Germania con un percorso dalla lunghezza di 52 km attraverso lo Schleswig-Holstein.
Termina confluendo nella BAB 1; in direzione nord ne è previsto il prolungamento sino a Kiel.

## Percorso

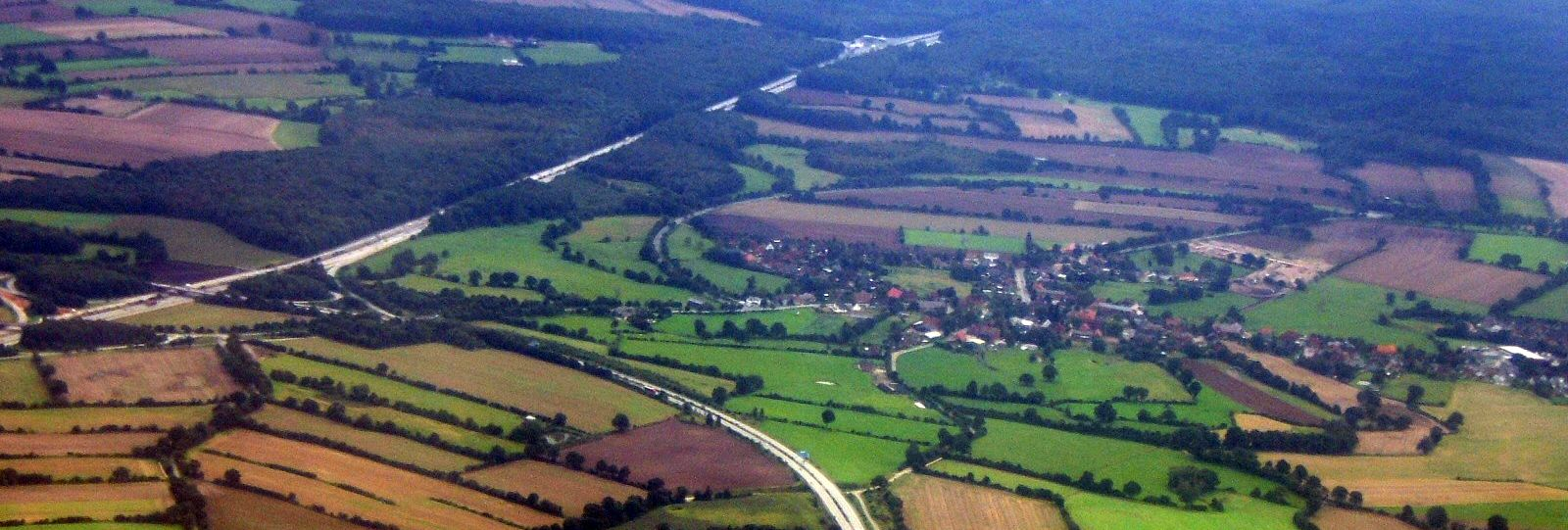
Vista aerea della confluenza della BAB 21 nella BAB 1

| BAB 21 |           |                                 |      |                       |                |
| Tipo   | n° uscita | Indicazione                     | km   | Corrispondenze        | Strada europea |
|        |           |                                 | 20,0 |                       |                |
|        | 7         | Wankendorf                      | 21,9 |                       |                |
|        | 8         | Bornhoved                       | 27,3 |                       |                |
|        | 9         | Trappenkamp                     | 31,1 |                       |                |
|        | 10        | Daldorf                         | 28,6 |                       |                |
|        | 11        | Wahlstedt                       | 37,6 |                       |                |
|        |           | Area di servizio "Schackendorf" | 41,6 | Solo dir. Tremsbuttel |                |
|        |           | Area di servizio "Schackendorf" | 41,6 | Solo dir. Wankendorf  |                |
|        | 12        | Bad Segeberg Nord               | 44,9 |                       |                |
|        | 13        | Bad Segeberg Sud                | 46,4 |                       |                |
|        | 14        | Schwissel                       | 49,0 |                       |                |
|        | 15        | Leezen                          | 54,5 |                       |                |
|        | 16        | Bad Oldesloe Nord               | 59,9 |                       |                |
|        | 17        | Bad Oldesloe Sud                | 62,2 |                       |                |
|        | 17b       | Rumpel                          | 64,2 |                       |                |
|        | 18        | Tremsbuttel                     | 68,3 |                       |                |
|        | 19        | Kreuz Bargteheide               | 71,6 |                       |                |